# Ghost in the Shell: Stand Alone Complex Solid State Society
Ghost in the Shell: Stand Alone Complex Solid State Society (яп. 攻殻機動隊 Stand Alone Complex Solid State Society Ко:каку кидо:тай сутандо аро:н компурэккусу сориддо сутэ:то сосаиэти, рус. Призрак в доспехах: Синдром одиночки — Закостенелое общество) — полнометражный аниме-фильм, изданный в 2006 году студией Production I.G. Как и другие произведения этой серии, фильм базируется на манге Масамунэ Сиро. Бюджет фильма составил 3,2 миллиона долларов США.
16 февраля 2007 года фильм получил «приз жюри» на 21-й «Digital Content Grand Prix».
Из-за игры слов может существовать несколько переводов обеих частей названия: «Синдром одиночки», «Комплекс одиночки», «Автономный комплекс» и «Сообщество Стабильной Государственности», «Непоколебимое сообщество». Кроме того, термин «solid state» (досл. «твердотельный») используется для обозначения всей современной полупроводниковой электроники как класса.
Для того чтобы фильм лучше продавался за пределами Японии, к оригинальному названию «Синдром одиночки — Закостенелое общество» была добавлена приписка-подзаголовок «Ghost in Shell 3».

## Сюжет
Третий фильм берёт начало в 2034 году, через 2 года после событий, описанных во втором сезоне сериала (Призрак в доспехах: Синдром одиночки 2-й ГИГ). Старший группы 9-го отдела Министерства общественной безопасности Мотоко Кусанаги, более известная как Майор, покидает службу в связи с расхождениями во мнениях с шефом 9-го отдела Арамаки Дайсукэ. Главой отряда становится Тогуса. Арамаки, в свою очередь, значительно расширяет штат отдела до 20 оперативников.
Сюжет начинается с чрезвычайной ситуации в одном из крупных аэропортов страны. Некий полковник Кагэро, старший сын бывшего главы республики Сиок генералиссимуса Карумы, захватил заложников и требует обеспечить ему безопасный вылет из страны. Полиция перекрывает все дороги из аэропорта, посадка самолётов приостанавливается, закрывается миграционный контроль. В связи с международной важностью дела лоялистов генералиссимуса, оно попадает под юрисдикцию 9-го отдела МОБ. Оперативная группа во главе с Тогусой прибывает на место происшествия. В то же время за ситуацией скрытно наблюдает Майор, хотя её интерес в данном деле неизвестен. Оперативники 9-го отдела пытаются провести задержание полковника и, угрожая ему оружием, требуют отпустить заложника. Кагеро заявляет о присутствии какого-то Кукольника (Кугатсу Маваси), выкрикнув, что его никто не обманет, пускает себе пулю в голову. Майор, узнав о развязке ситуации, покидает место происшествия.
Позже шеф 9-го отдела Арамаки связывается с премьер-министром Японии Каябуки Ёко с просьбой провести допрос генералиссимуса Карумы, так как это уже четырнадцатый случай самоубийства боевиков. В соответствии с пактом интеграции беженцев, генералиссимусу было предоставлено политическое убежище в Японии. В связи с его тяжёлым состоянием, Карума находится в закрытом военном госпитале под домашним арестом. Каябуки отказывает в просьбе Арамаки, заявляя, что 9-й отдел не должен допустить утечки данной информации, так как это может активизировать оппозицию. «Это то, в чём я вижу смысл существования 9-го отдела МОБ», — заявляет она. Однако Арамаки имеет свои соображения на этот счет. Он помнит об обещании генералиссимуса «навести ужас на весь мир» и отомстить за развал республики. Самоубийство боевиков шеф рассматривает как приведение плана в действие. Арамаки решает тайно проникнуть на военный объект и допросить генералиссимуса. Он связывается с Бато, который находится на месте самоубийства очередного боевика для получения последней информации. Бато подтверждает, что жертва является боевиком, так как на правой руке тела найдена соответствующая татуировка.
Осуществив скрытое проникновение в военный госпиталь с помощью аккуратного взлома системы и киборгов-охранников, оперативники МОБ обнаруживают генералиссимуса Каруму мёртвым. По всем признакам он также покончил с собой. Исикава, профессиональный хакер, подключается к системе слежения за здоровьем, чтобы узнать дату и причину смерти, а также имел ли возможность Карума осуществлять руководство боевиками через сеть. Он узнаёт, что система имеет чёрный вход. По оставленным там архивам переписки с союзниками Исикава узнаёт детали плана возмездия. В военных лабораториях республики Сиок был разработан микромашинный вирус на органической основе. О способе распространения данного вируса в архивах сказано не было. Ампулы с вирусом находятся в специальной клинике у некоего Машабе, одного из оставшихся в живых боевиков. Обнаруживается также некая странность, в частности то, что самоубийство боевиков в плане не обсуждалось. Более того, в тупик поставила установленная в систему извне программа, которая должна была поддерживать иллюзию, что Карума жив. На полу кровью оставлена надпись: «Кукольник». Так как место последнего самоубийства находилось в непосредственной близости от госпиталя, Арамаки поручает Бато взять одного бойца и наведаться в клинику с целью изъять ампулы с вирусом. В связи с неофициальностью проникновения в военный госпиталь, отряду приходится оставить всё как есть.
Действие переносится в клинику. Используя дистанционно управляемое кибертело, Майор скрыто проникает в хранилище и забирает кейс с ампулами. С помощью камер внутреннего наблюдения за ней наблюдает Машабе. Тем временем Бато в сопровождении ютикомы подъезжает к клинике. Машабе, управляя военным роботом, атакует Майора, считая её Кукольником. Услышав перестрелку, Бато прибывает на место событий. В итоге робот внезапно теряет управление и падает на машину Майора. Машабе погибает в результате контузии. Мотоко советует Бато не лезть к Обществу Государственной Стабильности, если он не хочет закончить как боевики. Она забирает машину Бато и уезжает. В результате инцидента память ютикомы оказывается необратимо повреждённой.
Оперативники 9-го отдела пребывают на место происшествия. Они приходят к выводу, что Кукольник — хакер класса «волшебник», который взламывал кибермозги боевиков. Бато утверждает, что Машабе набросился на него, а кейс с ампулами загадочно исчез. Установить хозяина разбитой машины также не удаётся. В клинике 9-й отдел находит много пленных детей, большинство из которых пострадало от обезвоживания и дурного обращения.
План Карумы заключался в имплантировании вируса в детей с целью распространить его. Однако в процессе расследования выясняется, что следов имплантирования вируса нет, а у детей частично стёрта память и заменена другой, чтобы они ссылались на липовых родителей. По адресам, которые сообщили дети, проживают одинокие пенсионеры, подключённые к системе жизнеобеспечения и слежения за здоровьем. Записи домового регистра также подделаны. Исикава называет данных пенсионеров «благородной гнилью». Он объясняет, что система была специально разработана, чтобы решить проблему стареющего населения и не дать старикам умереть дома незамеченными. Тогуса находит странным данное обстоятельство, так как детей после имплантирования вируса проще было бы вернуть настоящим родителям. Далее выясняется обстоятельство, что незадолго до похищения всем детям были имплантированы кибермозги. Имплантацию же можно осуществлять только с согласия родителей или опекуна, следовательно можно просмотреть записи об имплантациях в Министерстве здоровья.
Тем временем Майор вместе с кейсом возвращается к себе на базу. В её распоряжении хорошо оборудованный комплекс на последнем этаже одного из высотных зданий Токио. Из этого места она может осуществлять контроль дистанционно управляемыми кибертелами. По её словам, максимум двумя одновременно. Она меняет кибертело на мужское и едет в хранилище патогенных микробов, где оставляет кейс с вирусом.
Девятый отдел решает провести сравнение двух баз данных на предмет поиска нестыковок. Так как фамилии детей были изменены, чтобы соответствовать фамилиям пожилых инвалидов, то в подделанной базе данных МВД появлялись новые дети с имплантированным кибермозгом, однако в базе данных Министерства здоровья количество сделанных имплантаций остаётся фиксированным. Следовательно, если сравнить базы данных по этому признаку, то получится несоответствие. Девятый отдел проводит подобный анализ и находит разницу 20 063. Бома обращается к базе данных МВД с целью разнести лишних детей по именам и адресам. Сделав подобный запрос, центральный компьютер 9-го отдела получает вирус из сети МВД. Начинается неостановимое заражение и блокировка доступа к серверу. Бато и Исикава отрубают электроэнергию. Сохранить полученную информацию не удается. Бато заявляет, что факт присутствия вируса означает, что 20 063 похищения были на самом деле. При этом задача похищения 20 063 детей явно невыполнима для Карумы, а столь вопиющее несоответствие является слишком любительским действием для Кукольника, если он действительно замыслил акты независимого террора.
Внезапно появляется Арамаки. Он согласен с теорией Бато и показывает сотрудникам изъятый из хранилища патогенных микробов кейс с ампулами. Как утверждает Арамаки, курьера, доставившего кейс, никто не видел. Исикава заявляет, что этот факт однозначно доказывает, что цель Кукольника не теракты. Арамаки выдвигает идею, что Кукольник — хакер, работающий на какую-либо правительственную организацию. По его словам, премьер-министр Каябуки и министр иностранных дел недавно отменили пресс-конференцию из-за угрозы со стороны Карумы. В свою очередь Арамаки предполагает, что хакер был нанят МИД, чтобы разобраться с ним. Кроме того, дело имеет огромное международное значение и 9-му отделу приказано координировать свои действия с администрацией, иными словами прекратить расследование дела Кукольника. Шеф приказывает сосредоточить усилия на выявлении подлинных адресов 16 похищенных детей.
Арамаки садится в машину и видит на заднем сидении Бато. Бато недоумевает, зачем было расширять штат 9-го отдела, если отдел все равно идет на поводу у политиков. Кроме того, выясняется, что данный вопрос был камнем преткновения между Арамаки и Майором. Шеф заявляет, что лучше он будет использовать одну восьмую сил отдела, чтобы раскрыть три дела, чем весь отдел для раскрытия одного. Арамаки: «Будет ли приказ к ликвидации радостью, что спасаешь многих или горем, что убиваешь одного?». Данный вопрос, по его словам, решит будущее 9-го отдела.
Арамаки со своим бывшим коллегой офицером военной разведки Кубото навещают старого друга полковника Таноду. Он прикован к постели и обслуживается с помощью роботов-медсестер. Кубото также является традиционным информатором Арамаки и сообщает ему о появлении на территории Японии Радж Пуда, снайпера высокого класса и бывшего главы телохранителей Карумы.
Тем временем Кукольник наносит удар по 9-му отделу. Он взламывает кибермозг биоробота Прото и выпускает детей. В соответствии с фальшивыми данными, заложенными детям в голову, они пытаются вернуться домой. Бато легко обезвреживает Прото, но проследить источник атаки не удается. Бато останавливает Тогусу в коридоре и рассказывает об истинных событиях в клинике. Он выдвигает версию, что Майор и есть Кукольник. Тем временем на связь выходит Арамаки с информацией о Радж Пуде. Тогуса принимает решение не сообщать шефу о Майоре, так как, по его словам, сначала хочет во всем убедиться. Тогуса объясняет шефу ситуацию в центре, и тот разрешает продолжить расследование по делу Кукольника.
Действие переносится в одно из правительственных зданий. Майор встречается с высокопоставленным чиновником государственной безопасности. Она возвращает ему гонорар за устранение Кагеро, так как не имеет к его смерти никакого отношения. Чиновник просит Майора оставить какие-либо координаты в сети, на случай если её услуги опять понадобятся.
Бато и Сайто отправляются на перехват Радж Пуда. Тогуса и остальные члены отряда пытаются найти детей. Бато и Сайто легко находят машину Радж Пуда, которая курсирует по одной из кольцевых дорог, и садятся ему на хвост. Бато подозревает, что Радж Пуд собирается отомстить за смерть Карумы, однако недоумевает откуда у того информация кому мстить. Вместе с Сайто они решают следить за Радж Пудом и узнать его цель. К утру Радж Пуд съезжает с кольцевой дороги и направляется к зданию Центра Социального Обеспечения. Используя термооптический камуфляж, Радж Пуд занимает выгодную позицию на одной из вышек и находит цель с помощью GPS-технологии «Глаз ястреба». Сайто использует аналогичную технологию и, находясь также на одной из вышек, перехватывает сигнал Радж Пуда и триангулирует его местоположение. Радж Пуд также замечает Сайто. Снайперы стреляют одновременно. Пуля лишь задевает Сайто, а Радж Пуд оказывается серьёзно ранен. Бато допрашивает Радж Пуда. По словам боевика, его жертва является виновником в смерти Карумы. При этом информацию о цели он получил у своих союзников в Министерстве иностранных дел Японии у некоего Мунея Ито. По информации Арамаки жертва и есть Муней Ито. Узнав об этом Радж Пуд сообщает, что Кукольник подставил его. При этом он объясняет, что Кукольник это не отдельный человек, а целая инфраструктура похищения детей внутри Общества Стабильности Государства, являющаяся частью сети слежения за здоровьем. Радж Пуд также заявляет, что в этом проекте замешано правительство Японии.
Тем временем Исикава, используя городские камеры наблюдения, засекает одного из детей. Тогуса спешит на перехват и находит ребёнка в грязной квартире у постели старика, подключенного к сети. Старик внезапно просыпается и требует у Тогусы отдать ему ребёнка, так как это будет благо для самого малыша. Он сообщает, что оставил ребёнку все своё состояние. Старик также угрожает Тогусе, что Общество разберется с ним. Внезапно больной умирает. Тогуса вызывает медиков и объясняет им ситуацию. Ребёнка берут в детдом, хотя и удивляются ошибке в записях домового реестра. Тогуса понимает, что если бы он не вмешался, ребёнка бы взяли под опеку, и все состояние старика отошло бы малышу.
Внезапно Тогусе звонит жена и сообщает, что их 5-летняя дочь пропала. Тогуса кидается домой и встречает жену и дочь у лифта. Дочка просто ходила к соседке. Он собирается отвести ребёнка в школу, но тут ему приходит звонок по сотовому. Как только он поднимает трубку, хакер на другом конце взламывает ему кибермозг. Кукольник сообщает, что Тогуса зашёл слишком далеко и Система теперь отберёт у него дочь. Не контролируя себя, Тогуса едет в клинику имплантации кибермозга. За ним следует Майор на машине Бато. Тогуса понимает, как Общество осуществляло похищения. Кибермозг родителей, дурно обращающихся со своими детьми, взламывался и они сами приводили своих чад в клинику имплантации кибермозга. Затем память детей и родителей очищалась. Кукольник предлагает Тогусе «последнее решение» — убить себя и тем не допустить похищение дочери. Он освобождает правую руку Тогусы.
Девятый отдел мгновенно замечает взлом кибермозга Тогусы, и Бато спешит на перехват. Он не успевает на считанные секунды, и Тогуса пускает пулю себе в голову. К счастью, Майор вовремя хватает Тогусу за руку и пуля летит мимо. Не тратя времени, Майор подключается к кибермозгу Тогусы и поручает двум подключенным к сети татикомам отследить взлом и определить центральный кибермозг, контролирующий Сеть Общества. Она объясняет Бато, что Сеть представляет собой коллективное сознание стариков-инвалидов, подключённых к сети слежения за здоровьем, и по своей структуре лишена центра, но она подозревает существование центрального кибермозга. Татикомам не удаётся пробиться через защиту сети, но они определяют местоположение центрального кибермозга. Он находится в Центре Социального Обеспечения.
Тогуса, Бато и Майор прибывают в штаб-квартиру. Далее события развиваются вокруг личности Мунея Ито. Ито является членом палаты представителей в парламенте и директором Центра социального обеспечения. Он известен своими националистическими взглядами и является сторонником расовой чистоты Японии. Майор объясняет, что Муней участвовал в организации террористического акта против Карумы. У неё был контракт с дипломатическим бюро о скрытом устранении диктатора, но Кукольник её опередил. В своё время Муней Ито спровоцировал смену руководства в ЦСО, имея при этом поддержку различных политиков, которые используют ЦСО для своих афер. Целью Мунея является создание спеццентра элитарного образования, где детям будут промываться мозги. Кукольник же до этого использовал ЦСО как место содержания похищенных детей и Муней стал для него реальной помехой. Исикава подключается к сети Центра, находит следы спецприбора для промывки мозгов, а также то, что информация о зоне содержания детей хорошо защищена файрволом. Этот факт наталкивает Майора на мысль, что Центр изначально строился со встроенной системой похищения, а следовательно, Кукольник является одним из разработчиков. Тогуса предлагает провести силовой захват, считая найденный прибор и факт наличия в здании похищенных детей достаточным основанием.
9-й отдел производит грамотный захват здания. Уже будучи внутри Майор подключается к внутренней сети здания и взламывает файрвол. Как выясняется количество детей в здании едва дотягивает до 3 тыс. Арамаки встречается с Мунеем и настаивает на полном обыске здания. Помимо этого он обвиняет Мунея в нарушении прав человека и кибермозговой этики. Муней заявляет, что его проект имеет национальное значение. По его теории дети из низших слоёв общества должны насильно привлекаться в образовательную программу проекта, чтобы стать будущем нации. Однако он впервые слышит о существовании инфраструктуры похищения детей внутри проекта. Мотоко требует предоставить отделу возможность допросить разработчиков.
Внезапно один из разработчиков выходит вперед и заявляет, что это он разработал основные положения Общества Стабильности Государства. Затем он стреляет в себя. Майор подключается к его кибермозгу. С помощью Бато и татикомы удается усилить сигнал. Кукольник благодарит Мотоко за устранение Мунея. Он заявляет, что смысл существования Общества заключался в обеспечении стабильности существования государства, так как в нынешней ситуации растёт количество стариков на душу населения, растёт безработица и падает рождаемость. Большое количество детей гибнет не достигнув возраста 6 лет и более трети из них от дурного обращения. Потенциал многих детей также оказывается загублен. С другой стороны старики, у которых нет детей. После смерти все их состояние перейдет государству. Общество дало детям реальный шанс жить лучшей жизнью, а старикам обрести смысл прожитой жизни, передав детям своё состояние. Муней хотел использовать низшие слои общества, превратив их в элитных сотрудников с промытыми мозгами, а Общество дало бы им выбор. Кукольник считает что в недалёком будущем Общество будет внедрено в институты общества с улучшенной инфраструктурой. Что касается убийств, то по его мнению цель оправдывает средства. Кукольник заявляет, что является продуктом коллективного сознания, которое начало действовать само по себе. Он показывает Майору видение, где его лицо меняется: сначала Бато, затем Тогуса, Смеющийся человек, Казундо Года, Арамаки, Хидэо Кудзэ и наконец сама Мотоко. В последнем видении Кукольник уходит из камеры хранения дистанционных кибертел в свет за дверью.
После инцидента Тогуса задаётся вопросом о дальнейшей судьбе этих детей. Как возвращать их родителям, которые избивают их дома. Арамаки говорит, что у отдела нет выбора, и этот вопрос остаётся в компетенции суда. Отделу же остаётся только «продолжать бороться с правилами».
Майор приходит в себя в штаб-квартире отдела. Бато сообщает ей, что они установили личность Кукольника. Им является некий Коcики Такааки, который уже два года как мертв. В своё время он окончил колледж по специальности информационные технологии и начал работать на Министерство здравоохранения. Через некоторое время он получил разрешение на использование дистанционного кибертела и не ходить на работу. Вскоре его назначили участвовать в проекте Мунея. В процессе работы он тайно добавил свою инфраструктуру в проект. При этом никто не заметил, что он умер дома в результате болезни. Таким образом, дело закрывается. Хотя Бато и Майор подозревают, что кибертелом Тааки мог управлять настоящий Кукольник — коллективный разум. Майор решает вернуться в 9-й отдел.

## 3D-версия
26 марта 2011 года в Японии состоялась премьера трёхмерной стереоскопической версии полнометражного аниме-фильма — Ghost in the Shell: Stand Alone Complex — Solid State Society 3D.

## Музыка
Музыка к фильму написана Ёко Канно.
Заглавная песня: «Player», слова — Орига, вокал — Орига и Heartsdales.
Закрывающая песня: «Date of Rebirth», слова и вокал — Орига.